# Baijiaxing
Baijiaxing is een van de Sanbaiqian en een van de belangrijkste basisschoolboeken die voor het ontstaan van Volksrepubliek China werden gebruikt.
Het boek vermeldt de belangrijkste en meestvoorkomende Chinese achternamen ten tijde van de Song-dynastie. Het waren oorspronkelijk 411 achternamen, later uitgebreid tot 507, waarvan 444 namen uit één enkel karakter bestaan.
De eerste vier achternamen zouden waarschijnlijk als eerste staan, omdat deze toen de achternamen waren van de belangrijkste heersers van China.

## Het boek invereenvoudigd Chinees
赵钱孙李 周吴郑王 冯陈褚卫 蒋沈韩杨
朱秦尤许 何吕施张 孔曹严华 金魏陶姜
戚谢邹喻 柏水窦章 云苏潘葛 奚范彭郎
鲁韦昌马 苗凤花方 俞任袁柳 酆鲍史唐
费廉岑薛 雷贺倪汤 滕殷罗毕 郝邬安常
乐于时傅 皮卞齐康 伍余元卜 顾孟平黄
和穆萧尹 姚邵湛汪 祁毛禹狄 米贝明臧
计伏成戴 谈宋茅庞 熊纪舒屈 项祝董梁
杜阮蓝闵 席季麻强 贾路娄危 江童颜郭
梅盛林刁 钟徐邱骆 高夏蔡田 樊胡凌霍
虞万支柯 昝管卢莫 经房裘缪 干解应宗
丁宣贲邓 郁单杭洪 包诸左石 崔吉钮龚
程嵇邢滑 裴陆荣翁 荀羊於惠 甄曲家封
芮羿储靳 汲邴糜松 井段富巫 乌焦巴弓
牧隗山谷 车侯宓蓬 全郗班仰 秋仲伊宫
宁仇栾暴 甘钭厉戎 祖武符刘 景詹束龙
叶幸司韶 郜黎蓟薄 印宿白怀 蒲台从鄂
索咸籍赖 卓蔺屠蒙 池乔阴鬱 胥能苍双
闻莘党翟 谭贡劳逄 姬申扶堵 冉宰郦雍
却璩桑桂 濮牛寿通 边扈燕冀 郏浦尚农
温别庄晏 柴瞿阎充 慕连茹习 宦艾鱼容
向古易慎 戈廖庚终 暨居衡步 都耿满弘
匡国文寇 广禄阙东 殴殳沃利 蔚越夔隆
师巩厍聂 晁勾敖融 冷訾辛阚 那简饶空
曾毋沙乜 养鞠须丰 巢关蒯相 查后荆红
游竺权逯 盖益桓公 万俟司马 上官欧阳
夏侯诸葛 闻人东方 赫连皇甫 尉迟公羊
澹台公冶 宗政濮阳 淳于单于 太叔申屠
公孙仲孙 轩辕令狐 钟离宇文 长孙慕容
鲜于闾丘 司徒司空 亓官司寇 仉督子车
颛孙端木 巫马公西 漆雕乐正 壤驷公良
拓拔夹谷 宰父谷粱 晋楚闫法 汝鄢涂钦
段干百里 东郭南门 呼延归海 羊舌微生
岳帅缑亢 况后有琴 梁丘左丘 东门西门
商牟佘佴 伯赏南宫 墨哈谯笪 年爱阳佟
第五言福 百家姓终

## De achternamen op volgorde volgens het boek
1. 赵 Zhao
2. 钱 Qian
3. 孙 Sun
4. 李 Li
5. 周 Zhou
6. 吴 Wu
7. 郑 Zheng
8. 王 Wáng
9. 冯 Feng
10. 陈 Chen
11. 褚 Chu
12. 卫 Wei
13. 蒋 Jiang
14. 沈 Shen
15. 韩 Han
16. 杨 Yang
17. 朱 Zhu
18. 秦 Qin
19. 尤 You
20. 许 Xu
21. 何 He
22. 吕 Lü
23. 施 Shi
24. 张 Zhang (张)
25. 孔 Kong
26. 曹 Cao
27. 严 Yan
28. 华 Hua
29. 金 Jin
30. 魏 Wei
31. 陶 Tao
32. 姜 Jiang
33. 戚 Qi
34. 谢 Xie
35. 邹 Zou
36. 喻 Yu
37. 柏 Bai
38. 水 Shui
39. 窦 Dou
40. 章 Zhang (章)
41. 云 Yun
42. 苏 Sū
43. 潘 Pan
44. 葛 Ge
45. 奚 Xi
46. 范 Fan
47. 彭 Peng
48. 郎 Lang
49. 鲁 Lu
50. 韦 Wei
51. 昌 Chang
52. 马 Ma
53. 苗 Miao
54. 凤 Feng
55. 花 Hua
56. 方 Fang
57. 俞 Yu
58. 任 Ren
59. 袁 Yuan (袁)
60. 柳 Liu
61. 邓 Deng
62. 鲍 Bao
63. 史 Shi
64. 唐 Tang
65. 费 Fei
66. 廉 Lian
67. 岑 Cen
68. 薛 Xue
69. 雷 Lei
70. 贺 He
71. 倪 Ni
72. 汤 Tang
73. 藤 Teng
74. 殷 Yin
75. 罗 Luo
76. 毕 Bi
77. 郝 Hao
78. 邬 Wu
79. 安 An
80. 常 Chang
81. 乐 Le
82. 于 Yu
83. 时 Shi
84. 付 Fu
85. 皮 Pi
86. 卞 Bian
87. 齐 Qi
88. 康 Kang
89. 伍 Wu
90. 余 Yu
91. 元 Yuan (元)
92. 卜 Bu
93. 顾 Gu
94. 盈 Meng
95. 平 Ping
96. 黄 Huang
97. 和 He
98. 穆 Mu
99. 肖 Xiao
100. 尹 Yin
101. 姚 Yao
102. 邵 Shao
103. 湛 Zhan
104. 汪 Wāng
105. 祁 Qi
106. 毛 Mao
107. 禹 Yu
108. 狄 Di
109. 米 Mi
110. 贝 Bei
111. 明 Ming
112. 臧 Zang
113. 计 Ji
114. 伏 Fu
115. 成 Cheng
116. 戴 Dai
117. 谈 Tan
118. 宋 Sòng
119. 茅 Mao
120. 庞 Pang
121. 熊 Xiong
122. 纪 Ji
123. 舒 Shu
124. 屈 Qu
125. 项 Xiang
126. 祝 Zhu
127. 董 Dong
128. 梁 Liang
129. 杜 Du
130. 阮 Ruan
131. 蓝 Lan
132. 闵 Min
133. 席 Xi
134. 季 Ji
135. 麻 Ma
136. 强 Qiang
137. 贾 Jia
138. 路 Lu
139. 娄 Lou
140. 危 Wei
141. 江 Jiang
142. 童 Tong
143. 颜 Yan
144. 郭 Guo
145. 梅 Mei
146. 盛 Shen
147. 林 Lin
148. 刁 Diao
149. 钟 Zhong
150. 徐 Xu
151. 邱 Qiu
152. 骆 Luo
153. 高 Gao
154. 夏 Xia
155. 蔡 Cai
156. 田 Tian
157. 樊 Fan
158. 胡 Hu
159. 凌 Ling
160. 霍 Huo
161. 虞 Yu
162. 万 Wan
163. 支 Zhi
164. 柯 Ke
165. 昝 Zan
166. 管 Guan
167. 卢 Lu
168. 莫 Mo
169. 经 Jing
170. 房 Fang
171. 裘 Qiu
172. 缪 Miao
173. 干 Gan
174. 解 Xie
175. 应 Ying
176. 宗 Zhong
177. 丁 Ding
178. 宣 Xuan
179. 贲 Ben
180. 邓 Deng
181. 郁 Yu
182. 单 Shan
183. 杭 Hang
184. 洪 Hong
185. 包 Bao
186. 诸 Zhu
187. 左 Zuo
188. 石 Shi
189. 崔 Cui
190. 吉 Ji
191. 钮 Niu
192. 龚 Gong
193. 程 Cheng
194. 嵇 Ji
195. 邢 Xing
196. 滑 Hua
197. 裴 Pei
198. 陆 Lu
199. 荣 Rong
200. 翁 Weng
201. 荀 Xun
202. 羊 Yang
203. 於 Yu
204. 惠 Hui
205. 甄 Zhen
206. 曲 Qu
207. 家 Jia
208. 封 Feng
209. 芮 Rui
210. 羿 Yi
211. 储 Chu
212. 靳 Jin
213. 汲 Ji
214. 邴 Bing
215. 糜 Mi
216. 松 Sōng
217. 井 Jing
218. 段 Duan
219. 富 Fu
220. 巫 Wu
221. 乌 Wu
222. 焦 Jiao
223. 巴 Ba
224. 弓 Gong
225. 牧 Mu
226. 隗 Kui
227. 山 Shan
228. 谷 Gu
229. 车 Che
230. 侯 Hou
231. 宓 Mi
232. 蓬 Peng
233. 全 Quan
234. 郗 Xi
235. 班 Ban
236. 仰 Yang
237. 秋 Qiu
238. 仲 Zhong
239. 伊 Yi
240. 宫 Gong
241. 宁 Ning
242. 仇 Qiu
243. 栾 Luan
244. 暴 Bao
245. 甘 Gan
246. 钭 Dou
247. 厉 Li
248. 戎 Rong
249. 祖 Zu
250. 武 Wu
251. 符 Fu
252. 刘 Liu
253. 景 Jing
254. 詹 Zhan
255. 束 Shu
256. 龙 Long
257. 叶 Ye
258. 幸 Xing
259. 司 Si
260. 韶 Shao
261. 郜 Gao
262. 黎 Li
263. 蓟 Ji
264. 薄 Bao
265. 印 Yin
266. 宿 Sù
267. 白 Bai
268. 怀 Huai
269. 蒲 Pu
270. 台 Tai
271. 从 Cong
272. 鄂 E
273. 索 Suo)
274. 咸 Xian
275. 籍 Ji
276. 赖 Lai
277. 卓 Zuo
278. 蔺 Lin
279. 屠 Tu
280. 蒙 Meng
281. 池 Chi
282. 乔 Qiao
283. 阴 Yin
284. 鬱 Yu
285. 胥 Xu
286. 能 Neng
287. 苍 Cang
288. 双 Shuang
289. 闻 Wen
290. 莘 Xin
291. 党 Dang
292. 翟 Cui
293. 谭 Tan
294. 贡 Gong
295. 劳 Lu
296. 逄 Pang
297. 姬 Ji
298. 申 Shen
299. 扶 Fu
300. 堵 Du
301. 冉 Ran
302. 宰 Zai
303. 郦 Li
304. 雍 Yong
305. 却 Que
306. 璩 Qu
307. 桑 Sang
308. 桂 Gui
309. 濮 Pu
310. 牛 Niu
311. 寿 Shou
312. 通 Tong
313. 边 Bian
314. 扈 Hu
315. 燕 Yan
316. 冀 Ji
317. 郏 Jia
318. 浦 Pu
319. 尚 Shang
320. 农 Nong
321. 温 Wēn
322. 别 Bie
323. 庄 Zhuang
324. 晏 Yan
325. 柴 Chai
326. 瞿 Qu
327. 阎 Yan
328. 充 Chong
329. 慕 Mu
330. 连 Lian
331. 茹 Ru
332. 习 Xi
333. 宦 Huan
334. 艾 Ai
335. 鱼 Yu
336. 容 Rong
337. 向 Xiang
338. 古 Gu
339. 易 Yi
340. 慎 Shen
341. 戈 Ge
342. 廖 Liao
343. 庚 Yu
344. 终 Zhong
345. 暨 Ji
346. 居 Ju
347. 衡 Heng
348. 步 Bu
349. 都 Du
350. 耿 Geng
351. 满 Man
352. 弘 Gong
353. 匡 Kuang
354. 国 Guo
355. 文 Wen
356. 寇 Kou
357. 广 Guang
358. 禄 Lü
359. 阙 Que
360. 东 Dong
361. 殴 Ou
362. 殳 Shu
363. 沃 Wo
364. 利 Li
365. 蔚 Wei
366. 越 Yue
367. 夔 Kui
368. 隆 Long
369. 师 Shi
370. 巩 Gong
371. 厍 She
372. 聂 Nie
373. 晁 Chao
374. 勾 Gou
375. 敖 Ao
376. 融 Rong
377. 冷 Leng
378. 訾 Zi
379. 辛 Xin
380. 阚 Kan
381. 那 Na
382. 简 Gan
383. 饶 Rao
384. 空 Kong
385. 曾 Zeng
386. 毋 Wu
387. 沙 Sha
388. 乜 Nie
389. 养 Yang
390. 鞠 Ju
391. 须 Xu
392. 丰 Feng
393. 巢 Chao
394. 关 Guan
395. 蒯 Kuai
396. 相 Xiang
397. 查 Zha
398. 后 Hou
399. 荆 Jing
400. 红 Hong
401. 游 You
402. 竺 Zhu
403. 权 Quan
404. 逯 Lu
405. 盖 Gai
406. 益 Yi
407. 桓 Huan
408. 公 Gong
409. 万俟 Wansi
410. 司马 Sima
411. 上官 Shangguan
412. 欧阳 Ouyang
413. 夏侯 Xiahou
414. 诸葛 Zhuge
415. 闻人 Wenren
416. 东方 Dongfang
417. 赫连 Helian
418. 皇甫 Huangfu
419. 尉迟 Yuchi
420. 公羊 Gongyang
421. 澹台 Tantai
422. 公冶 Gongye
423. 宗政 Zongzheng
424. 濮阳 Puyang
425. 淳于 Chunyu
426. 单于 Chanyu
427. 太叔 Taishu
428. 申屠 Shentu
429. 公孙 Gongsun
430. 仲孙 Zhongsun
431. 轩辕 Xuanyuan
432. 令狐 Linghu
433. 钟离 Zhongli
434. 宇文 Yuwen
435. 长孙 Zhangsun
436. 慕容 Murong
437. 鲜于 Xianyu
438. 闾丘 Lüqiu
439. 司徒 Situ
440. 司空 Sikong
441. 亓官 Qiguan
442. 司寇 Sikou
443. 仉督 Zhangdu
444. 子车 Ziju
445. 颛孙 Zhuansun
446. 端木 Duanmu
447. 巫马 Wuma
448. 公西 Gongxi
449. 漆雕 Qidiao
450. 乐正 Yuezheng
451. 壤驷 Rangsi
452. 公良 Gongliang
453. 拓拔 Tuoba
454. 夹谷 Jiagu
455. 宰父 Zaifu
456. 谷粱 Guliang
457. 晋楚 Jinchu
458. 闫法 Yanfa
459. 汝鄢 Ruyan
460. 涂钦 Tuqin
461. 段干 Duangan
462. 百里 Baili
463. 东郭 Dongguo
464. 南门 Nanmen
465. 呼延 Huyan
466. 归海 Guihai
467. 羊舌 Yangshe
468. 微生 Weisheng
469. 岳 Yue
470. 帅 Shuai
471. 缑 Gou
472. 亢 Kang
473. 况 Kuang
474. 后 Hou
475. 有 You
476. 琴 Qin
477. 梁丘 Liangqiu
478. 左丘 Zuoqiu
479. 东门 Dongmen
480. 西门 Ximen
481. 商 Shang
482. 牟 Mou
483. 佘 She
484. 佴 Nai
485. 伯 Bo
486. 赏 Shang
487. 南宫 Nangong
488. 墨 Mo
489. 哈 Ha
490. 谯 Qiao
491. 笪 Da
492. 年 Nian
493. 爱 Ai
494. 阳 Yang
495. 佟 Tong
496. 第五 Diwu
497. 言福 Yanfu